# Суперкуп Европе 1978.
Суперкуп Европе 1978. године био је фудбалски меч који се играо у две утакмице између Ливерпула из Енглеске и Андерлехта из Белгије. Прва утакмица одиграна је 4. децембра 1978. на стадиону Емил Версе у Бриселу, док је реванш утакмица одиграна 19. децембра 1978. на Енфилду у Ливерпулу. Меч Суперкупа Европе био је између победника Купа победника купова у фудбалу и Лиге шампиона. Ливерпул је био бранилац титуле, док је Андерлехт други пут учествовао у такмичењу након што је освојио издање из 1976. године.
Тимови су се квалификовали за ово такмичење освајањем Лиге шампиона и Купа победника купова. Андерлехт је освојио Куп победника купова 1977/78. победивши аустријски тим Аустрију Беч са 4:0 у финалу. Ливерпул је изборио пласман освајањем Лиге шампиона 1977/78. Победили су белгијски тим Бриж са 1:0 у финалу.
На првој утакмици, коју је пратило 35.000 гледалаца на стадиону Емил Версе, Андерлехт је стекао рано вођство у првом полувремену головима Френкија Веркаутерена и Франсоа ван дер Елста. Везиста Ливерпула Џими Кејс постигао је гол између два Андерлехтова, али је Роб Ренсенбринк у другом полувремену постигао још један гол за коначну победу Андерлехта од 3:1. Реванш утакмицу на Енфилду пратило је 23.598 гледалаца. Ливерпул је повео голом Емлина Хјузa, али је Андерлехт изједначио у другом полувремену преко Ван дер Елста. Касни гол Дејвида Ферклафа донео је Ливерпулу победу од 2:1 у другој утакмици. Ипак, Андерлехт је победио у укупном резултату са 4:3 и тако освојио свој други Суперкуп.

## Позадина
Суперкуп Европе основан је раних 1970-их као начин да се одреди најбољи тим у Европи и да се изазове тадашњи доминантни клуб, Ајакс. Холандски новинар Антон Виткам предложио је утакмицу између освајача Купа шампиона и Купа победника купова. Иако УЕФА првобитно није подржала идеју због суспензије Ренџерса, јер је тадашњи победник Купа победника купова, Ренџерс, био суспендован из европских такмичења. Виткам је организовао утакмицу између Ајакса и Ренџерса у јануару 1973. године. Годину дана касније, УЕФА је признала такмичење.
Андерлехт се квалификовао освајањем Купа победника купова 1977/78. победивши Аустрију Беч са 4:0 у финалу. Ово је био њихов други трофеј у овом такмичењу, а први су освојили 1976. године.
Ливерпул је у такмичење ушао као освајач Купа европских шампиона 1977/78. победивши Бриж са 1:0 у финалу. Ливерпул је био бранилац титуле у Суперкупу након победе над Хамбургером у издању из претходне сезоне.
Оба тима су испала из европских такмичења у којима су учествовала пре Суперкупа. Андерлехт је елиминисан у другом колу Купа победника купова од Барселоне. Иако су победили у првој утакмици са 3:0, Барселона је у реваншу победила истим резултатом, а Андерлехт је изгубио на пенале. Ливерпул је елиминисан у првом колу Купа шампиона од Нотингем Фореста, који је касније освојио такмичење.

## Прва утакмица

### Сажетак
Прва утакмица је одиграна на стадиону Емил Версе, домаћем терену Андерлехта. Домаћи тим је повео у 17. минуту. Нападач Роб Ренсенбринк је напредовао десном страном терена и упутио пас кроз шеснаестерац Ливерпула ка везисти Франкију Веркаутерену, који је главом убацио лопту у мрежу. Пет минута касније, Андерлехт је имао прилику да повећа предност, али је ударац Бенија Нилсена одбранио голман Ливерпула Реј Клеменс. Ливерпул је након тога почео да преузима иницијативу и изједначио у 27. минуту када је Џими Кејс постигао гол са ивице шеснаестерца. Пет минута пре краја првог полувремена, Андерлехт је поново повео. Дефанзивац Франсоа ван дер Елст је пронашао простор у одбрани Ливерпула и успео да савлада Клеменса за вођство од 2:1. Пре краја полувремена, дефанзивац Андерлехта Жан Тисен је добио жути картон због оштрог старта над нападачем Ливерпула Кенијем Далглишом.
Андерлехт је боље започео друго полувреме, настојећи да увећа своју предност. Ренсенбринк је био у изузетној форми, стварајући бројне проблеме дефанзивцу Ливерпула Емлину Хјузу, који је играо уместо повређеног Фила Томпсона након дужег одсуства. Ливерпул је направио измену, заменивши Дејвида Џонсона везистом Стивом Хајвејем у покушају да се врати у меч, али без успеха. Андерлехт је у финишу утакмице постигао још један гол, а стрелац је поново био Ренсенбринк. До краја утакмице више није било голова, а судија Карољ Палотаи је означио крај меча са коначним резултатом 3:1 у корист Андерлехта.
Тренер Ливерпула, Боб Пејсли, критиковао је наступ свог тима у првој утакмици: „Просули смо све, наш приступ је био погрешан и били смо непажљиви. Андерлехт је одличан тим у нападу, али их нисмо напали како је требало. Наш приступ није био добар, изгубили смо голгетерску форму, док смо раније у сезони били сјајни у реализацији.“

#### Детаљи
| Андерлехт                                            | 3–1      | Ливерпул |
| ---------------------------------------------------- | -------- | -------- |
| Веркаутерен 17’ · Ван дер Елст 38’ · Ренсенбринк 87’ | Извештај | Кејс 27’ |

| Андерлехт | Ливерпул |

| GK            | 1  | Нико де Бри          |     |
| DF            | 2  | Франсоа ван дер Елст |     |
| DF            | 3  | Хуго Брос            |     |
| DF            | 4  | Џони Дјусбаба        |     |
| DF            | 5  | Жан Тисен            | 45’ |
| MF            | 6  | Франки Веркаутерен   |     |
| FW            | 7  | Бени Нилсен          |     |
| MF            | 8  | Руд Гелс             |     |
| MF            | 9  | Арје Хан             |     |
| MF            | 10 | Лудо Кук             |     |
| FW            | 11 | Роб Ренсенбринк (к)  |     |
| Измене:       |    |                      |     |
| GK            | 12 | Жаки Мунарон         |     |
| FW            | 13 | Рони Мартенс         |     |
| DF            | 14 | Жилбер ван Бинст     |     |
| MF            | 15 | Мати ван Торн        |     |
| Тренер:       |    |                      |     |
| Рајмон Геталс |    |                      |     |

| GK         | 1  | Реј Клеменс    |  |     |
| RB         | 2  | Фил Нил        |  |     |
| LB         | 3  | Алан Кенеди    |  |     |
| CB         | 4  | Емлин Хјуз (к) |  |     |
| LM         | 5  | Реј Кенеди     |  |     |
| CB         | 6  | Алан Хансен    |  |     |
| CF         | 7  | Кени Далглиш   |  |     |
| RM         | 8  | Џими Кејс      |  |     |
| CF         | 9  | Дејвид Џонсон  |  | 54’ |
| CM         | 10 | Тери Мекдермот |  |     |
| CM         | 11 | Грем Сунес     |  |     |
| Измене:    |    |                |  |     |
| MF         | 12 | Стив Хајвеј    |  | 54’ |
| GK         | 13 | Стив Огризовић |  |     |
| FW         | 14 | Дејвид Ферклаф |  |     |
| MF         | 15 | Семи Ли        |  |     |
| DF         | 16 | Брајан Кетл    |  |     |
| Тренер:    |    |                |  |     |
| Боб Пејсли |    |                |  |     |

## Друга утакмица

### Сажетак
Андерлехтовa победа од 3–1 у првој утакмици значила је да је Ливерпулу било потребно два гола да би изнудио продужетке. Упркос густој магли на Енфилду, утакмица је одиграна, а Ливерпул је повео у 13. минуту. Ударaц везисте Џимија Кејса одбранио је голман Андерлехта Нико де Бре, али се лопта одбила до Емлина Хјузa, који је постигао гол и довео Ливерпул у вођство од 1–0. Након гола, навијачи Ливерпула су скандирали „Оги, Оги, реци нам ко је дао гол“ голману Огрижовићу, јер је због густе магле било тешко препознати играче. Огрижовић је направио неколико кључних одбрана како би одржао наду Ливерпула у животу, укључујући шутеве Франсоа ван дер Елста и Роба Ренсенбринка.
Ливерпул је наставио са нападима у покушају да постигне неопходан гол за изједначење, али није успео да искористи прилике, укључујући шут Кенија Далглиша који је одбранио де Бре. Ливерпул је кажњен за своје промашаје у 71. минуту када је ван дер Елст постигао гол. Након серије додавања између њега и Ренсенбринка, нашао се у празном простору у казненом простору Ливерпула, а његов шут завршио је у мрежи, изједначивши резултат на 1–1 и повећавши укупну предност Андерлехта на 4–2. Ливерпул је поново постигао гол у 87. минуту када је додавање дефанзивца Фила Томпсона главом спустио Далглиш до резервисте Дејвида Ферклава, који је постигао погодак за 2–1. Међутим, Ливерпул није успео да постигне трећи гол који би их одвео у продужетке. Тако је, упркос поразу од 2–1, Андерлехт освојио Суперкуп укупним резултатом 4–3, постајући први клуб који је освојио ово такмичење по други пут.
Након утакмице, судија Николае Раинеа објаснио је своју одлуку да се меч одигра упркос густој магли: „Када сам изашао на терен пре почетка утакмице, одлучио сам да могу довољно добро да видим, па сам одлучио да играмо. Бојим се да многи гледаоци нису имали јасан преглед, али ни у једном тренутку нисам размишљао о прекиду утакмице.“ Менаџер Ливерпула, Боб Пејсли, био је критичан према одлуци да се утакмица одигра: „Не можете играти фудбал у оваквим условима, то је смешно.“ Пејсли је предложио да се такмичење игра у априлу, када су временски услови бољи: „Мислим да би утакмица оваквог значаја, између два врхунска тима, требало да се игра у бољем времену, рецимо у априлу. Знам да је то тешко организовати, али је фарсично када добри играчи морају да клизе по магли и не могу да виде једни друге.“

#### Детаљи
| Ливерпул               | 2–1      | Андерлехт        |
| ---------------------- | -------- | ---------------- |
| Хјуз 13’ · Ферклаф 87’ | Извештај | Ван дер Елст 71’ |

| Ливерпул | Андерлехт |

| GK         | 1  | Стив Огризовић |
| RB         | 2  | Фил Нил        |
| LB         | 3  | Емлин Хјуз (к) |
| CB         | 4  | Фил Томпсон    |
| LM         | 5  | Реј Кенеди     |
| CB         | 6  | Алан Хансен    |
| CF         | 7  | Кени Далглиш   |
| RM         | 8  | Џими Кејс      |
| CF         | 9  | Дејвид Ферклаф |
| CM         | 10 | Тери Мекдермот |
| CM         | 11 | Грем Сунес     |
| Измене:    |    |                |
| FW         | 12 | Дејвид Џонсон  |
| GK         | 13 | Реј Клеменс    |
| MF         | 14 | Стив Хајвеј    |
| MF         | 15 | Семи Ли        |
| DF         | 16 | Брајан Кетл    |
| Тренер:    |    |                |
| Боб Пејсли |    |                |

| GK            | 1  | Нико де Бри          |  |     |
| DF            | 2  | Жилбер ван Бинст     |  |     |
| DF            | 3  | Мати ван Торн        |  |     |
| DF            | 4  | Џони Дјусбаба        |  |     |
| DF            | 5  | Жан Тисен            |  |     |
| MF            | 6  | Франки Веркаутерен   |  |     |
| FW            | 7  | Франсоа ван дер Елст |  |     |
| MF            | 8  | Руд Гелс             |  | 46’ |
| MF            | 9  | Арје Хан             |  |     |
| MF            | 10 | Лудо Кук             |  |     |
| FW            | 11 | Роб Ренсенбринк (к)  |  |     |
| Измене:       |    |                      |  |     |
| FW            |    | Рони Мартенс         |  | 46’ |
| Тренер:       |    |                      |  |     |
| Рајмон Геталс |    |                      |  |     |

## После утакмице
Андерлехт је сезону 1978–79 у Првој дивизији Белгије завршио на другом месту, четири бода иза шампиона Беверена. Тако су се пласирали за такмичење у Купу УЕФА 1979–80.
Ливерпул је сезону 1978–79 у Првој дивизији Енглеске завршио на првом месту, осам бодова испред другопласираног Нотингем Фореста. Њихова титула у домаћем првенству значила је да ће се у наредној сезони такмичити у Купу европских шампиона.